# Špindlerova bouda
Die Špindlerova bouda (deutsch Spindlerbaude) ist ein Berghotel in Tschechien, das auf eine ehemalige Bergbaude zurückgeht.

## Lage
Das Hotel, das auch unter dem Namen Špindlerovka bekannt ist, liegt am Spindlerpass, direkt an der Grenze zu Polen auf der tschechischen Seite des Riesengebirges in einer Höhe von 1208 Metern über dem Meeresspiegel. Es ist über eine stündlich verkehrende Buslinie oder mit dem eigenen Auto auf der mautpflichtigen Spindlerpass-Straße von der 8 km (Luftlinie 4 km) entfernt liegenden Stadt Špindlerův Mlýn (Spindler Mühle) aus ganzjährig gut erreichbar.
Die Straße auf der polnischen Nordseite ist dagegen für den Autoverkehr ganzjährig gesperrt. Sie zählt zu den steilsten Fahrwegen in Polen mit Gefällen von durchschnittlich 7,2 und maximal 24 Prozent, und obwohl die Straßenqualität sehr schlecht ist, ist der Pass bei Bergradsportlern und Mountainbikern sehr beliebt. Auf der polnischen Seite der Grenze steht in unmittelbarer Nachbarschaft die Baude Schronisko Odrodzenie (ehem. Jugendkammhaus „Rübezahl“)

## Geschichte
Der Spindlerpass als niedrigste Stelle des Hauptkamms ist wohl seit jeher bekannt. Mit Sicherheit wurde der Pass von Reisenden benutzt, die über den Schlesierweg kamen. Diese alte Handelsstraße verband bereits Mitte des 12. Jahrhunderts Vrchlabí (Hohenelbe) mit den niederschlesischen Städten und trug entscheidend zur Besiedelung des Riesengebirges bei. Der Weg kreuzt noch heute unter dem Namen Weg der polnisch-tschechischen Freundschaft den Pass.
Das erste Gebäude an dieser Stelle wurde wahrscheinlich bereits von einem gewissen Ignác Hallmann im Jahre 1784 errichtet. Der heutige Name stammt vom Friedrichsthaler (heute Bedřichov) Ortsrichter Franz Spindler, der im Jahr 1824 die Baude – der heutigen Form ähnlich – neu aufbaute. Daher auch ein weiterer alternativer Namen – Rychtářova Bouda, zu Deutsch Richterbaude.
Im neunzehnten Jahrhundert wurde das Haus zweimal, 1826 und 1885, durch einen Brand zerstört aber jedes Mal wieder aufgebaut.
1914 begann man auf der tschechischen Seite mit dem Bau der Spindlerpass-Straße, die im Herbst 1923 mit einem Kostenaufwand von 736.000 Kronen bis zur Passhöhe fertiggestellt wurde.
Während des Zweiten Weltkriegs diente die Baude als Internierungslager für gefangene Offiziere aus den Reihen der französischen, britischen und amerikanischen Armeen.
Nach Kriegsende, etwa von 1945 bis 1948, wurden die deutschen Bewohner der Bauden am Spindlerpass, entlang der Passstraße und in der Umgebung im Rahmen der Beneš-Dekrete vertrieben und die Gebäude in Erholungsheime des staatlichen Gewerkschaftsbundes (ROH) umgewandelt.
Im Jahr 1989 brachte die Samtene Revolution eine politische Wende, in deren Verlauf die zuvor staatlich bewirtschafteten Erholungsheime reprivatisiert und in moderne Sporthotels verwandelt wurden.
1997 wurde die Baude als Hotel der einfachsten Kategorie an Tomáš Tyle verkauft. Im Jahr 2005 brannte das Gebäude erneut ab. Wegen der großen Schäden am Nebengebäude entschied sich der Besitzer zu einer Komplettrenovierung des gesamten Hotels. Am 1. April 2005 begannen die Arbeiten, die am 16. Dezember des gleichen Jahres mit der feierlichen Eröffnung der „alten“ Špindlerova bouda als neues Vier-Sterne-Hotel abgeschlossen wurden.

## Wanderwege
▬ den Freundschaftsweg entlang von den Schneegruben (polnisch Śnieżne Kotły, tschechisch Sněžné jámy) über die Mädelsteine (tschechisch Dívčí kameny) im Westen

zur Spindlerbaude und von hier weiter zur Schneekoppe (Sněžka) im Osten

▬ vorbei an den Leierbauden (Jelení boudy) zum Mädelsteg (tschechisch Dívčí lávky)

▬ über die Davidsbauden (tschechisch Davidovy Boudy) zur Bärengrundbaude (tschechisch Medvědí bouda)
 Das rote Symbol links ist ein sogenanntes „Stummes Zeichen“, tschechisch Němé značky, mit dem die Stangen der Wintermarkierung zur Špindlerova bouda gekennzeichnet sind.